# Timothy Detudamo
Timothy Detudamo (morreu em 11 de abril de 1953) foi um linguista e político de Nauru, ocupando a posição de chefe de Estado de 1930 até sua morte em 1953.

## Biografia
Detudamo nasceu no distrito de Uaboe. Ele pertencia à Igreja Protestante de Nauru durante sua juventude e tornou-se assistente do missionário Rev. Phillip Delaporte. Em 1917, foi escolhido para viajar aos Estados Unidos para realizar a tradução da Bíblia para a língua nauruana. Em 1938, ele tentou reformar a língua nauruana tornando-a mais compreensível para europeus e estadunidenses; no entanto, suas reformas não foram amplamente adotadas e hoje a ortografia antiga continua sendo a mais comum.
Em novembro de 1930, Detudamo foi nomeado chefe de Estado de Nauru pelo administrador William Augustin Newman após a morte de Daimon. Ele ocupou o cargo até 1942 quando o Japão invadiu e ocupou a ilha. Durante a ocupação japonesa, Detudamo serviu como governador de Nauru até 30 de junho de 1943, quando foi deportado ao lado da maioria da população nauruana para Chuuk, na Micronésia. Em 31 de janeiro de 1946, retornou a Nauru e foi reeleito para o cargo novamente.